# Vittorio Baldini
Vittorio Baldini (... – Ferrara, 21 febbraio 1618) è stato un tipografo italiano.

## Biografia
S'ignora il suo luogo di nascita. Nel 1566 risulta già stabilito a Ferrara, dove dal 1575 divenne tipografo del duca Alfonso II d'Este. Può aver incontrato il duca attraverso Giulio Cesare Brancaccio, di cui aveva stampato la traduzione dei Commentarii de bello Gallico di Giulio Cesare all'inizio del 1582.
La sua attività di tipografo si attesta a Ferrara per circa un quarantennio soddisfando non solo le richieste della committenza ducale, ma rispondendo anche alle esigenze di un mercato librario che, seppur locale e schiacciato dalla vicina Venezia, gli consentirono di produrre sia edizioni di slargo smercio, sia volumi di grande pregio.
Il suo primo lavoro assegnatogli dalla committenza ducale, e sua prima prova nel campo dell'editoria musicale, fu un'antologia di madrigali, Il lauro secco  (1582), scritti dai più rinomati compositori di Roma e dall'Italia settentrionale, come da nuovi talenti emergenti, ispirati alla cantante Laura Peverara. Successivamente stampò l'antologia di madrigali a sei voci, su versi del Tasso Il lauro secco (1582), seguita nel 1583 da Il lauro verde, presentate come dono per le nozze della stessa Peverara, celebrate il 22 febbraio 1583..
Nel periodo dal 1586 al 1594, la produzione musicale di Baldini per Alfonso II d'Este è molto scarsa, mentre riprende con regolarità dal 1594-1596. In quest'ultimo periodo pubblicò importanti antologie di madrigalisti, definiti della seconda pratica, termine coniato da Claudio Monteverdi, fra cui Luzzasco Luzzaschi, Carlo Gesualdo e Alfonso Fontanelli, tutti facenti parte della corte estense. Queste antologie, tuttavia, furono probabilmente commissionate da Carlo Gesualdo, che all'epoca si trovava a Ferrara per il suo matrimonio con Eleonora d'Este.
Durante il periodo ferrarese Baldini stampò un buon numero di trattati su musica e arte, compresi quelli di Giovan Battista Aleotti ed Ercole Bottrigari.
Nel 1598 la città di Ferrara entrò nello Stato della Chiesa, e Baldini proseguì il suo lavoro col titolo di "stampatore episcopale o di Stato, e stampatore dell'Accademia degli Intrepidi". Durante questo periodo la sua produzione comprese descrizioni e testi di intermezzi e altri divertimenti teatrali.
Le edizioni di Baldini sono famose per la bellezza dei caratteri, per la finezza delle sue incisioni, per le belle pagine di titolo e per la carta di alta qualità. Come segni di riconoscimento della sua stamperia usava, fra gli altri, una campana, la figura di Dedalo e un sole.
Morto nel febbraio 1618, la sua attività è continuata dalla due eredi: la seconda moglie Laura Volpara e la nipote Vittoria Baldini. La produzione alla Campana cesserà definitivamente nel 1622 quando i materiali tipografici verranno presumibilmente acquisiti da Francesco Suzzi.

## Lista parziale delle edizioni musicali
- Commentarii de bello Gallico (1582) di Giulio Cesare, traduzione e commento di Giulio Cesare Brancaccio.
- Il lauro secco (1582)
- Il lauro verde (1583)
- La deca istoriale (1586), di Francesco Patrizi
- La deca disputata (1586), di Francesco Patrizi
- Gli artifitiosi et curiosi moti spiritali di Herrone (1589), di Giovan Battista Aleotti
- Della poesia rappresentativa (1598), di Angelo Ingegneri
- Il melone (1602), di Ercole Bottrigari
- Filli di Sciro (1607), di Guidobaldo Bonarelli della Rovere
- Intermezzi (1610, 1612, 1614), di Giovanni Battista Guarini